# パイティー

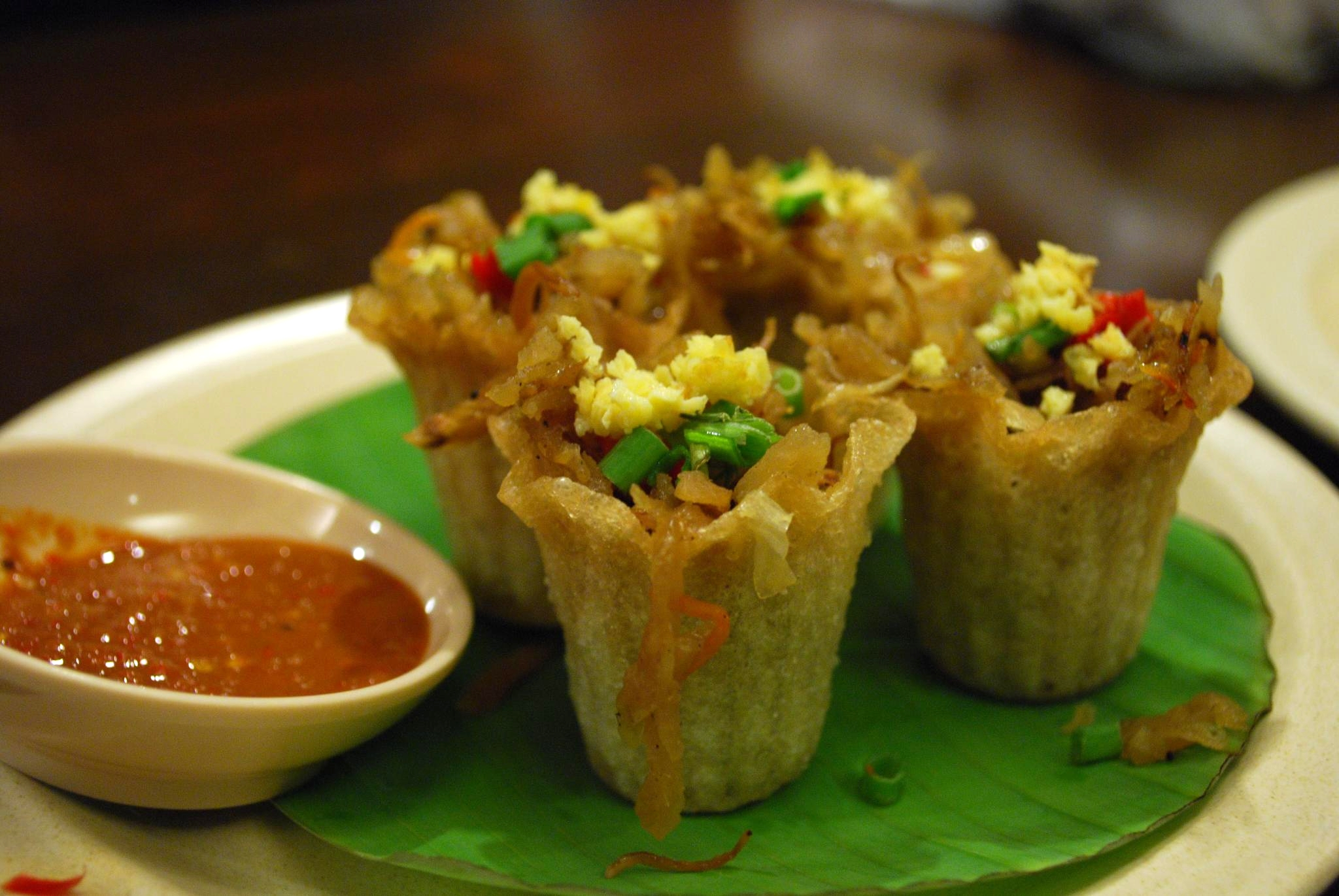
パイティーの例（クアラルンプール）

パイティー（Pie Tee）、クエパイティー（Kuih Pie Tee）は、プラナカン料理の一種、定番の前菜である。日本語のカタカナ表記では、パイ・ティー、クエ・パイ・ティーとも。
野菜、細切りのダイコン、エビなどを煮込んだ具を揚げたカップ状のパイ生地の器に詰めた料理である。味付けは、辛くはない。チリソースやサンバルを付けて食する。
プラナカン料理はマレーシアやシンガポール、インドネシアといった東南アジアへの移民の歴史とも深い関わり合いがあるが、パイティーはその中でもイギリスの植民地時代の影響が見られる料理である。「パイティー」とは、イギリスの帽子・トップハットの意であり、パイ生地の器の形状が似ていることに由来する名称である。トップハットは18世紀末に考案され、19世紀半ばには上流階級の間で流行した帽子であり、その頃にマラッカで考案された料理だと考えられている。また、日本軍占領下のシンガポールで知られていた「昭南パイ」が元になったとする説もある。